# Криворожский электрозавод
Электрозавод — электротехническое предприятие в городе Кривой Рог.

## История
В 1965 году введён в действие корпус № 1 Криворожских центральных мастерских по ремонту и изготовлению электрооборудования. Начат выпуск комплектных распределителей ПКРН-6, СПП-6, КСО-24М.
Приказом Министерства электротехнической промышленности СССР от 29 сентября 1966 года Криворожские центральные мастерские были переименованы в Криворожский электрозавод.
В 1967 году освоен ремонт электродвигателей переменного тока до 100 кВт и выше, силовых трансформаторов, налажено изготовление высоко- и низковольтных осветительных коробок КРО-3М, трансформаторных подстанций ПКТП-320, запчастей к электродвигателям, погрузчиков телескопических.
В 1968 году началось строительство второй очереди завода. Начат выпуск трансформаторов малой мощности ТОР-1,5, ящиков силовых КРС-200, КРО-3М, высоковольтных взрывозащищённых ячеек ЯВ-6400.
В 1970—1971 годах введён в эксплуатацию инструментальный цех, гальваническое отделение и вспомогательные участки.
С 1975 года — Головное предприятие ПО «Кривбассэлектроремонт», с 1989 года — независимое производственное объединение «Кривбассэлектроремонт», с 1994 года — ОАО «Электрозавод», с ноября 2017 года — ЧАО «Электрозавод».

## Характеристика
Предприятие изготавливает и ремонтирует высоко- и низковольтное взрывозащищённое рудничное и общепромышленное оборудование, выпускает комплектные распределители, малогабаритные полупроводниковые и микропроцессорные блоки управления и защиты, комплектные распределители, пускатели реверсивные и нереверсивные, осветительные трансформаторы.
В структуре находятся механосборочные, инструментальные цеха; энергосиловой, автотранспортный, деревообрабатывающий, механизации и автоматизации участки, центральная-заводская лаборатория.
Продукция предприятия отмечена рядом всеукраинских наград.
Директора:
- Размыслов Владимир Егорович;
- Мясоедов Тарас Владимирович;
- Стельмах Алексей Викторович;
- Якубовский Евгений Валентинович.